# Бурдуково (разъезд, Вологодский район)
Бурдуково — разъезд в Вологодском районе Вологодской области.
Входит в состав Марковского сельского поселения, с точки зрения административно-территориального деления — в Марковский сельсовет.
Расстояние по автодороге до районного центра Вологды — 25 км, до центра муниципального образования Васильевского — 3 км. Ближайшие населённые пункты — Поповское, Калинкино, Карцево, Закобяйкино, Яковлево.
По данным переписи в 2002 году постоянного населения не было.